# Pequeño dodecahemicosaedro
En geometría, el pequeño dodecahemicosaedro (o gran dodecahemicosaedro) es un poliedro uniforme estrellado, indexado como U62. Tiene 22 caras (12 pentagramas y 10 hexágonos), 60 aristas y 30 vértices. Su figura de vértice es un cuadrilátero cruzado.
Es un hemipoliedro con diez caras hexagonales que pasan por el centro del modelo.

## Poliedros relacionados
Su envolvente convexa es el icosidodecaedro. También comparte su disposición de vértices con el dodecadodecaedro (que tiene en común las caras pentagámicas) y con el gran dodecahemicosaedro (que tiene en común las caras hexagonales).
| Dodecadodecaedro        | Pequeño dodecahemicosaedro           |
| Gran dodecahemicosaedro | Icosidodecaedro (envolvente convexa) |

## Galería
| Relleno tradicional | Relleno de módulo-2 |